# Luserna San Giovanni
Luserna San Giovanni (Luserna e San Gioann in piemontese, Luzerna e San Jan in occitano) è un comune italiano di 7 166 abitanti della città metropolitana di Torino in Piemonte, localizzato nel Piemonte occidentale, in Val Pellice, e precisamente in un piccolo tratto, a volte chiamato Val (di) Luserna, che si trova quasi alla confluenza tra i torrenti Pellice, Luserna e Angrogna; fa parte dell'Unione Montana del Pinerolese.

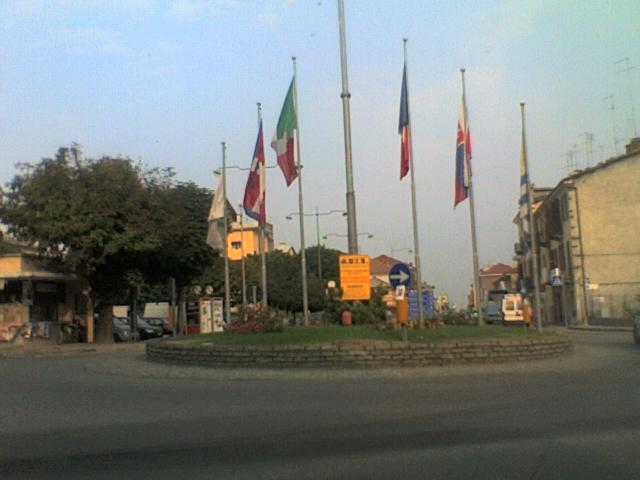
Rotonda all'incrocio della strada per Rorà

## Geografia fisica

### Clima
Relativamente umido e mite, di tipo mediterraneo, specialmente nei periodi estivi, con caratteristiche tipiche delle prealpi durante i mesi invernali.

## Storia

### Luserna
Come gran parte del Piemonte centro-occidentale, la storia del territorio s'iniziò con piccoli insediamenti territoriali di Taurini-celtoliguri provenienti dalla Gallia Transalpina, a partire, probabilmente, dal X secolo a.C., e scalzati poi dagli antichi romani Cozii del II secolo a.C., che vi instaurarono il piccolo agglomerato agricolo-rurale, gli Airali, un antico nome ancor oggi mantenuto, che indicava un "luogo di corte dove si batteva il grano" (dal latino ajra o aia).

Dopo le invasioni barbariche e i successivi longobardi, dal IX secolo il territorio, facente parte dell'antica Occitania occidentale, fu invaso dagli eserciti saraceni, fino all'avvento dei feudi carolingi.
Dall'antico paese vicino, Torre Pellice, essendo appunto provvisto di una torre luminosa, dovrebbe derivare il toponimo Luserna, ossia lucerna. Tuttavia, un'altra ipotesi potrebbe farlo derivare da lòsa, in lingua piemontese, e anche lausa o lauza in antico occitano provenzale, nome dato alla nota pietra liscia e piatta e largamente estratta dalle montagne di questa zona.
Posta su un bastione di origine morenica, che le permette di dominare la bassa valle, Luserna fu scelta come residenza, attorno all’XI secolo, dei nobili Signori nominati appunto di casata Luserna, il cui territorio comprendeva, oltre all’intera Val Pellice, la zona di Cavour fino al Po e una pianura immensa che confinava con i possedimenti del Comune di Asti. 
I signori di Luserna, inoltre, signoreggiavano su Roletto, Frossasco, Sommariva Bosco e Caramagna.
Nel 1222 il casato si divise in tre rami: i Manfredi, i Bigliori ed i Rorenghi. Ciò ebbe pesanti ripercussioni sugli equilibri interni alla dinastia, con continue dispute territoriali e scontri di potere. Per evitare l’eccessiva frammentazione del territorio e trovare una possibile convivenza, i Signori decisero che ogni anno, a rotazione, uno di essi sarebbe stato nominato potestà, con il compito di rappresentare tutti i Luserna. Nel 1295 i Luserna furono costretti a prestare giuramento di fedeltà alla stirpe dei Principi di Savoja d’Acaja i quali dominavano, da Pinerolo, sull’intero Piemonte, acquisendo tuttavia un ruolo primario a corte. Tra i secoli XV e XVII le faide tra i diversi rami del casato furono cruente.
Nel 1630 la popolazione di Luserna fu dimezzata dalla peste che colpì l’intera Italia settentrionale, la stessa descritta dal Manzoni nei Promessi Sposi. I vettori del morbo furono le truppe francesi insediatesi a Pinerolo. Molte persone fuggirono in montagna, sperando di salvarsi, contribuendo invece al diffondersi dell’epidemia in tutta la valle.
Durante il regno di Re Luigi XIV, la convivenza tra la comunità cattolica e valdese fu messa in discussione dal sovrano francese con l’emanazione dell’Editto di Fontainbleau, che di fatto revocava la libertà di culto ai protestanti confermata dall’Editto di Nantes di Enrico IV. I Valdesi furono perseguitati e costretti ad un doloroso esilio, terminato nel 1689 con un’epica marcia poi passata alla storia come “Glorioso Rimpatrio”.
Nel 1690 Luserna fu al centro di una contesa tra il Piemonte e la Francia, la città fu saccheggiata dalle truppe francesi e successivamente riconquistata dai piemontesi grazie all’ausilio di truppe alpine valdesi. L’anno successivo i Francesi tornarono in forze e il 6 settembre 1691 misero a ferro e fuoco la città. Il castello e le mura furono dati alle fiamme e mai più ricostruiti.

### San Giovanni
Posta sul lato opposto del torrente Pellice rispetto a Luserna, ebbe nel corso della storia un ruolo centrale nelle vicende religiose della valle e non soltanto per la presenza – a partire dal XIII secolo – di una folta comunità di Valdesi. Originariamente questa località era stata scelta per insediarvi una Pieve, nacque così il Priorato di San Giovanni de Perno, che rimase sotto la gestione dei canonici Lateranensi per poi passare, nel 1153, agli Agostiniani.
Per lunghi secoli, le vicende di San Giovanni si svilupparono assieme a quelle di Luserna, ma le premesse per la separazione delle due entità comunali (avvenuta nel 1657, dopo un primo tentativo nel 1573) cominciarono a porsi fin dal XIII secolo, quando iniziarono a giungere e ad insediarsi in questa zona i primi aderenti al movimento ereticale dei Poveri di Lione: i Valdesi. A causa delle persecuzioni susseguenti alla scomunica del 1184, promulgata da papa Lucio III con la bolla Ad abolendam, e, trecento anni dopo, all’adesione alla riforma protestante nel 1532 con il Sinodo di Chanforan, la Val Luserna vide un arrivo continuo e massiccio di rifugiati valdesi, con il favore dei Signori Luserna che li accolsero come sudditi. San Giovanni divenne così un paese a stragrande maggioranza riformata.
La situazione precipitò nel 1655, quando il Duca Carlo Emanuele II di Savoia inviò un corpo d’armata di circa 15.000 uomini, agli ordini del Marchese di Pianezza, con l’obiettivo di convertire le popolazioni ereticali delle valli. L’episodio, noto con il nome di Pasque Piemontesi, portò alla morte di circa duemila valdesi e causò gravi devastazioni. La comunità di San Giovanni venne in parte risparmiata dalle azioni più cruente che invece colpirono località come Angrogna, Rorà e l’alta Valle.
Come conseguenza delle sanguinose vicende avvenne, nel 1657, la scissione tra San Giovanni e Luserna, fatto che aggravò il declino di quest’ultima e favorì invece la comunità valdese che, al termine della nuova crisi politico-religiosa e del conseguente esilio nel periodo 1686-89, iniziò a prosperare.
L’inizio dell’Ottocento portò le truppe francesi di occupazione e, con esse, il diffondersi di ideologie liberali. Nel 1807, un decreto imperiale di Napoleone consentì l’edificazione di un tempio nel capoluogo di San Giovanni, il tempio dei Bellonatti. Nel 1848 i principi di libertà e di eguaglianza tornarono prepotentemente alla ribalta e i grandi moti di quell’anno consigliarono ai sovrani europei di temperare il proprio assolutismo. Fu in questo contesto che Re Carlo Alberto, con l’emanazione delle Lettere Patenti il 17 febbraio, concesse ai Valdesi i diritti civili e politici.
Le trattative per la riunificazione con Luserna non furono né semplici né rapide a causa dei sospetti e delle diffidenze tra i due comuni, i quali a metà Ottocento continuavano a disputarsi i confini. Inoltre, l’11 gennaio 1863, il Re d’Italia Vittorio Emanuele II autorizzò San Giovanni di Luserna ad assumere la denominazione di San Giovanni Pellice, nel chiaro intento di avvicinarsi idealmente ai paesi dell’alta valle a prevalenza valdese. Grazie anche alle ragioni economiche (con l’avvento dell’industrializzazione era cominciato lo sfruttamento delle cave di gneiss lamellare, la famosa Pietra di Luserna) la fusione tra i due comuni avvenne infine, dopo 214 anni di separazione, l’11 giugno 1871.

### Storia contemporanea
Nella Luserna San Giovanni del XX secolo, si assistette a un rapido sviluppo economico di tipo industriale, con la nascita di stabilimenti tessili, meccanici, dolciari (tra i più noti Caffarel, I Tre Re Magi), e con lo sfruttamento delle note cave di pietra di Luserna, che già anticamente vennero utilizzate per l'estrazione della famosa pietra liscia e piatta specialmente utilizzata per le coperture dei tetti nelle costruzioni edili.
Di notevole rilievo economico divenne a partire dagli anni settanta l'attività della società Pontevecchio S.r.l. nel settore delle acque minerali, che imbottiglia e distribuisce acqua di sorgente, esportata anche all'estero.

### Simboli
Lo stemma del Comune di Luserna San Giovanni è stato riconosciuto con decreto del capo del governo del 19 marzo 1934.
Il gonfalone è un drappo di rosso.

## Monumenti e luoghi d'interesse
Il palazzo civico, sede del Municipio, presso Piazza dei Partigiani/Via Roma è una costruzione suggestiva. Trattasi di un edificio porticato e dipinto con spiccate bande orizzontali gialle e rosse, che ricorda uno stile neogotico, tuttavia con dei finestroni ad archi a tutto sesto; l'edificio fu eretto nel 1872, l'anno dell'istituzione amministrativa e territoriale del Comune stesso.
Vista la vicinanza con la comunità valdese (il cui centro religioso di riferimento è Torre Pellice, il paese confinante) in Luserna San Giovanni sono presenti sia chiese cattoliche che valdesi.
Da citare è il Seminario Missionario Diocesano Redemptoris Mater.
Il tempio valdese detto dei Bellonatti possiede una facciata neoclassica ed una pianta ellittica, fu costruito nel 1807.
In località Brich del Colletto a Luserna San Giovanni è attivo l'Osservatorio Astronomico.

## Società

### Evoluzione demografica
Abitanti censiti

### Tradizioni e folclore
Le principali festività di Luserna San Giovanni, organizzate dal Comune e dai volontari locali della Pro Loco, sono la festa di San Giovanni (24 giugno, la durata varia da 3 a 5 giorni a seconda degli anni e degli spettacoli previsti) e la Fiera dei Santi, le cui origini risalgono al 1182. A partire dal 2001 la fiera dei Santi ha durata di due giorni, mentre i festeggiamenti si prolungano più giorni con serate danzanti, eventi culturali, ludici, degustazioni, pranzi e cene, convegni, esposizioni.

### Infrastrutture e trasporti
Ormai servita unicamente dal trasporto stradale sulla SP161 della Val Pellice rifatta completamente recentemente grazie ad un investimento della regione Piemonte, ed anche dalla SP162. Dal 1882 al 2012 Luserna era servita dai treni dalla stazione di Luserna San Giovanni, posta lunga la ferrovia Pinerolo-Torre Pellice.

## Amministrazione

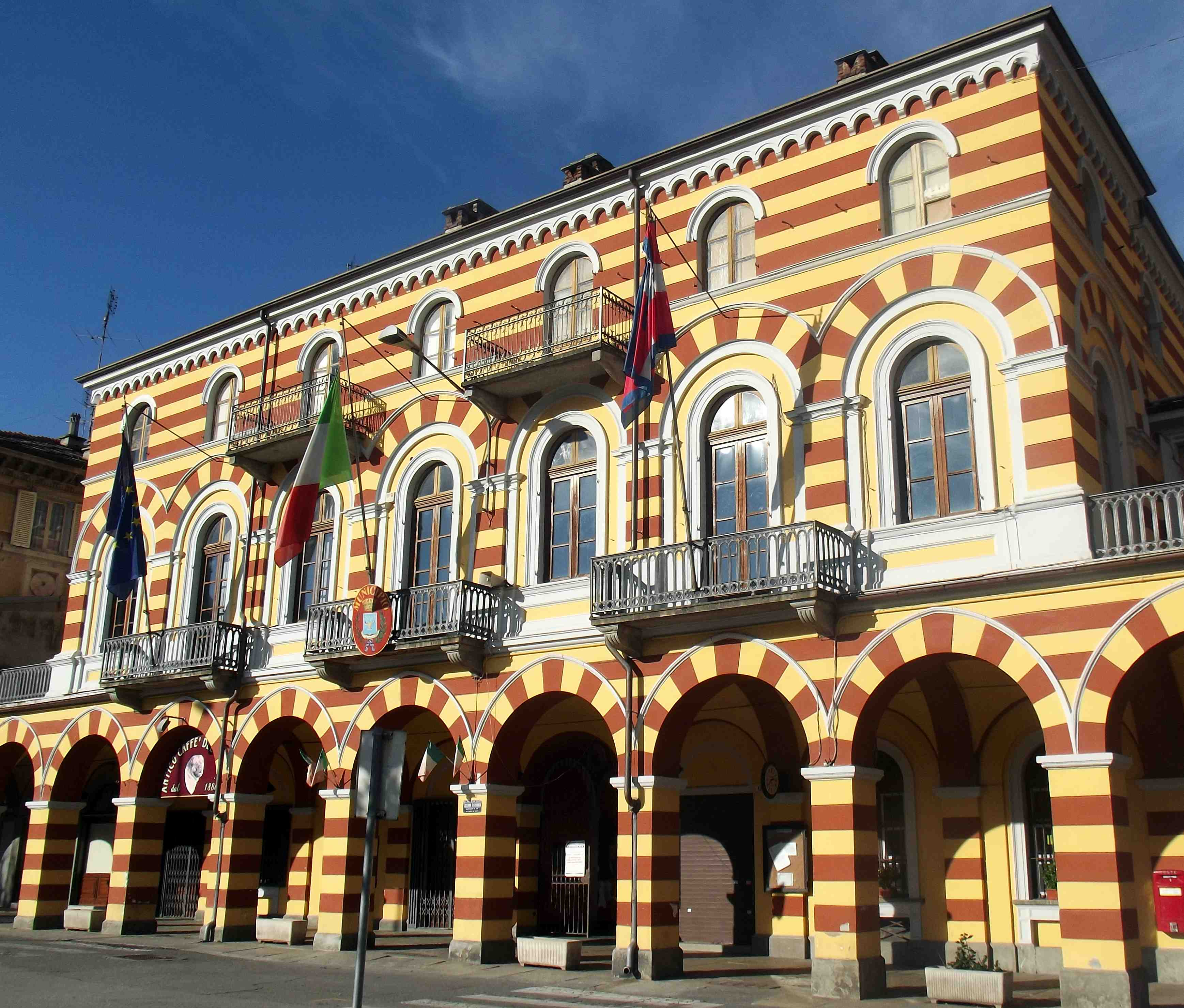
Il Municipio Comunale

| Periodo | Periodo   | Primo cittadino   | Partito                       | Carica  | Note        |
| ------- | --------- | ----------------- | ----------------------------- | ------- | ----------- |
| 1995    | 1999      | Piergiorgio Ghibó | centro                        | Sindaco |             |
| 1999    | 2004      | Piergiorgio Ghibó | liste civiche centro-sinistra | Sindaco | II Mandato  |
| 2004    | 2009      | Livio Bruera      | lista civica                  | Sindaco |             |
| 2009    | 2014      | Livio Bruera      | lista civica                  | Sindaco | II mandato  |
| 2014    | 2019      | Duilio Canale     | lista civica                  | Sindaco |             |
| 2019    | 2024      | Duilio Canale     | lista civica                  | Sindaco | II mandato  |
| 2024    | In Carica | Duilio Canale     | lista civica                  | Sindaco | III Mandato |

### Gemellaggi
- Prievidza
- Savines-le-Lac
- Colonia Valdense[11]

### Altre informazioni amministrative
Luserna fa parte dell'Unione Montana del Pinerolese.

## Sport

### Calcio
La principale squadra di calcio della città è l'U.S.D. Luserna 1910 Calcio che milita in Prima Categoria, mentre l'U.S.D. Academy Luserna milita in Terza Categoria.

### Pallamano
La società del 3S Luserna Pallamano nasce come sezione all'interno della società sportiva del 3S Libertas Luserna nel 1989; la società attuale ha però origine nel 1999. Puntando sempre sulla crescita dei ragazzi, ha conquistato numerosi titoli regionali partecipando diverse volte alle finali nazionali. La prima squadra seniores tocca l'apice nel 2012/2013 con la promozione nel campionato nazionale di Serie A2, diventando solamente la terza squadra piemontese a raggiungere tale traguardo.

### Atletica
L'Atletica ValPellice è una squadra di atletica iscritta alla FIDAL Piemonte dall'anno della sua fondazione, avvenuto nel 2002; il direttivo si rinnova attualmente ogni 4 anni, alla presidenza sin dalla fondazione c'è Daniele Catalin. Il nucleo della squadra si unì però sin dal 1977 attorno ad un gruppo di giovani appassionati di corsa in montagna (a tuttora una delle discipline più amate e praticate dai suoi iscritti), noti come "Polisportiva Villarese", i quali sul finire degli anni '80 organizzarono alcune gare di corsa in montagna nella Valle omonima; negli anni Novanta il nucleo si spostò verso il fondo valle, in prossimità di Luserna San Giovanni, dove iniziò a collaborare con la locale AVIS. Sul finire degli anni Novanta, il gruppo Villarese si fuse con la sezione Atletica dello Sport Club Angrogna e vi si unirono numerosi atleti provenienti dall'appena disciolta Atletica Cavour. Al termine dell'anno 2015 conta 163 iscritti, provenienti dalla Val Pellice, Val Chisone e dalla pianura circostante. Sono numerosi i podi conquistati tra tutte le categorie, in particolare i regionali e nazionali di corsa in montagna delle categorie giovanili.